# 特魯瓦托朗
特魯瓦托朗（法語：Troistorrents，法語發音：[tʁwatɔʁɑ̃]）是瑞士瓦莱州的一个市镇。该市镇总面积为36.98平方千米，截至2018年12月31日总人口为4,683人。

## 外部連結
- （法文） Official page （页面存档备份，存于）
- （法文） None official site of Troistorrents and Morgins